# Битва під Ставчанами
Битва під Ставчанами, або битва під Ставучанами (чи Ставучанська битва) — збройна сутичка російсько-турецької війни 1735—1739 років, яка завершилась перемогою російської армії та взяттям Хотина.

## Відомості

### Сили сторін
Російська армія під командуванням фельдмаршала Бурхард Христофа Мініха (близько 48 000 чоловік, 250 гармат) зосередилась на підступах до Ставчан, де турецькі війська під командуванням сераскера Велі-паші (більше 20 000 чоловік, 70 гармат) займали укріплені позиції (на висотах між Ставчанами та Недобоївцями). Росіяни намагались оволодіти Хотином. Велі-паша, що також готувався до активних дій, відправив у тил російським військам кінноту кримського хана Іслам-Гірея (до 50 000 чоловік), а на її фланги — кінноту (близько 10 000 чоловік) під командуванням Колчак-паші та Генж-Алі-паші.

### Хід битви
План Мініха полягав в тому, щоб демонстрацією атаки правого флангу позиції відволікти противника і рішучим ударом по менш укріпленому лівому флангу взяти табір штурмом. Вранці 28 серпня спеціально виділений загін під командуванням генерала Г. Бірона (до 9 000 чоловік, близько 50 гармат) здійснив демонстрацію атаки. Головні сили російської армії імітували готовність розвивати його успіх. Військова хитрість дала результат. Велі-паша перекинув частину своїх військ на правий фланг, значно послабивши лівий. Дізнавшись про це, Мініх віддав наказ про наступ головним силам. Російські війська, вишикувані в каре, атакували центр та лівий фланг позицій противника. Спроби турецької артилерії, яка займала панівні висоти, успіху не мала. Російські каноніри, витягуючи гармати, подавляли артилерію противника. Не мала успіху й атака яничарів, підтримана турецькою кіннотою: російські війська, прикрившись рогатками, відбили її.
До вечора 28 серпня російська армія захопила турецьку позицію. Турецька армія, втративши близько 1000 чоловік вбитими та 50 гармат, в паніці відступила до Пруту та Дунаю. Втрати російської армії — 13 вбитих та 54 поранених.

### Наслідки
Наслідком поразки турецької армії була капітуляція фортеці Хотин, яка здалась 30 серпня. У вересні 1739 року російська армія зайняла більшу частину Молдавії. Туреччина пішла на укладення белградського мирного договору, який, проте, внаслідок виходу Австрії з війни звів нанівець успіхи російської армії.